# Cirrothauma
Cirrothauma is een geslacht van inktvissen uit de familie van de Cirroteuthidae.

## Soorten
- Cirrothauma murrayi Chun, 1911
- Cirrothauma magna (Hoyle, 1885)